# Bayerotrochus midas
Bayerotrochus midas is een slakkensoort uit de familie van de Pleurotomariidae. De wetenschappelijke naam van de soort is voor het eerst geldig gepubliceerd in 1965 door Bayer.